# Toast Hawaii (label)
Pour les articles homonymes, voir Toast Hawaï.
Toast Hawaii est un label britannique d'édition musicale, fondé en 2002 par Andrew Fletcher (membre du groupe Depeche Mode). C'est un label indépendant affilié à Mute Records. Le label distribué en France par EMI et par Mute Records aux États-Unis.

## Historique
Le premier artiste signé par le label Toast Hawaii est le groupe anglais Client qui quitte le label en 2006. Toast Hawaii a signé un autre groupe Legate X en 2004.
Selon Side-Line Magazine, le label est actuellement fermé pour cessation d'activité.

## Artistes sous contrat
- Client (2003-2006)
- Legate X (2004)